# La filla del capità
La filla del capità (en rus, «Капитанская дочка») és una novel·la històrica escrita per l'autor rus Aleksandr Puixkin que va ser publicada originalment el 1836 en el número quatre de la revista literària El Contemporani. L'obra és una narració de tall romàntic, situada durant la Rebel·lió de Pugatxov, el 1773 i 1774.

## Resum de l'argument
Piotr Andréievitx Griniov, l'únic fill viu d'un exoficial de l'exèrcit, quan compleix 17 anys és enviat pel seu pare a Orenburg perquè faci servei militar. L'acompanya el criat Savèlitx, amb qui compartirà penalitats i fortuna. En el viatge, es perden durant una tempesta, però són rescatats per un home misteriós al qual Piotr li dona, com a mostra d'agraïment, un abric de pell de llebre.

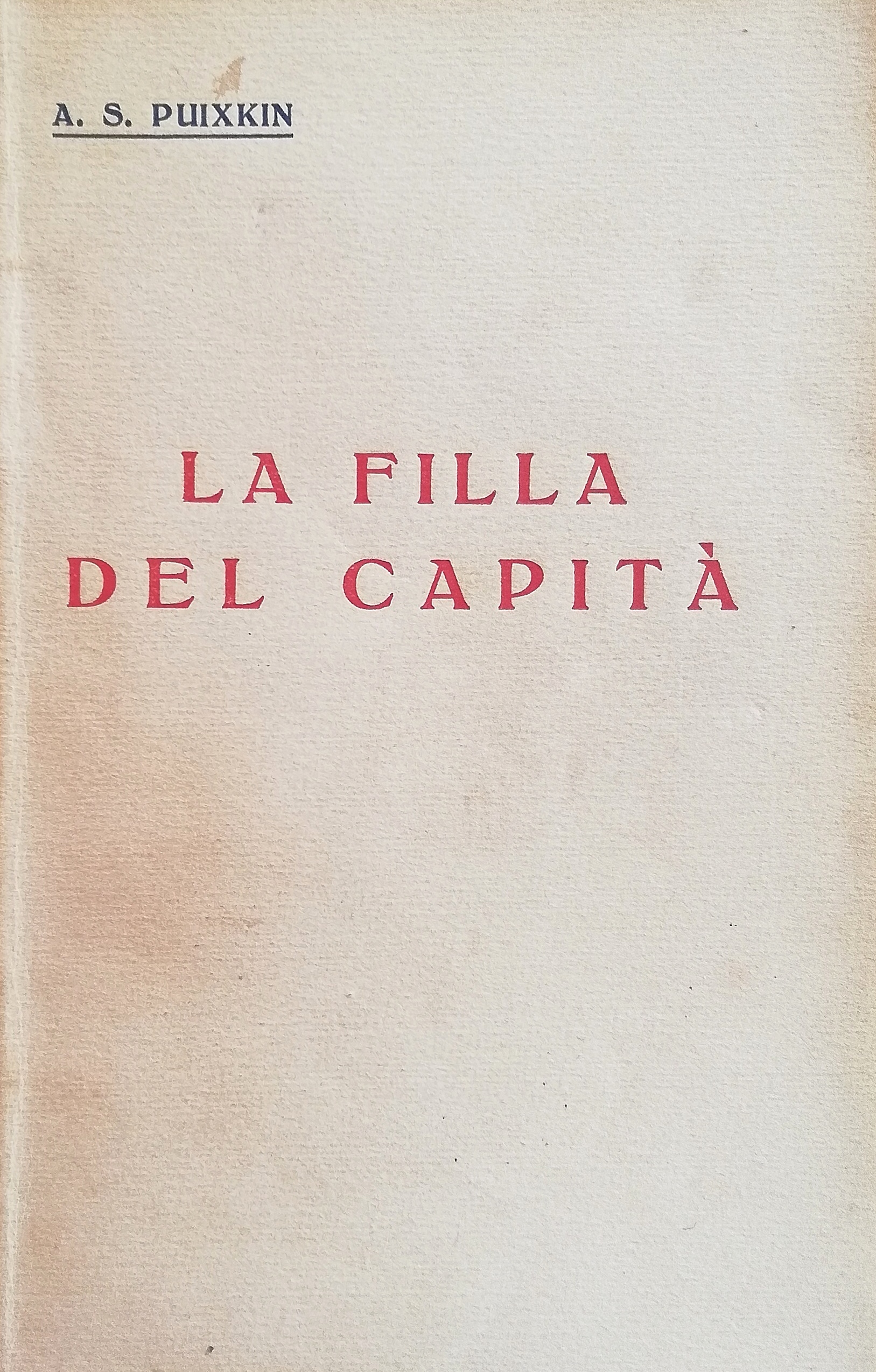
Traducció catalana de La Filla del Capità publicada a Barcelona l'any 1922

En arribar a Orenburg, Piotr es presenta al seu oficial, qui l'assigna a la fortalesa de Belogorsk a les ordres del capità Ivan Mirónov. La fortalesa en realitat consisteix en un petit tancat de fusta al voltant d'una vila; l'esposa del capità, Vasilissa, és realment la persona que està al comandament del lloc. Piotr es fa amic de Aleksei Ivanitx Xvabrin, un company oficial de la seva mateixa edat, que ha estat enviat a la fortalesa per haver matat un oponent en un duel. Quan Piotr és convidat a menjar a la casa dels Mirónov, coneix la filla del capità, Maria Ivànovna, i s'enamora d'ella. Això li causa problemes amb Xvabrin, qui havia estat rebutjat per ella. Quan aquest insulta l'honor de Maria, Piotr i Xvabrin es baten i el primer resulta ferit. Després de recuperar-se, li demana al seu pare permís per casar-se amb Maria, però li és negat.
Poc després, la fortalesa és assetjada per Emelian Pugatxov, qui diu ser l'emperador mort Pere III. Els soldats cosacs de la fortalesa es passen al bàndol de Pugatxov, el qual pren el lloc fàcilment. Quan Pugatxov exigeix que el capità Mirónov li juri lleialtat, aquest es nega i el rebel fa que el pengin i mata també la seva dona. Quan arriba el torn de Piotr de ser jutjat, Xvabrin canvia de bàndol i li suggereix a Pugatxov que el pengi. No obstant això, el bandit li perdona la vida, ja que Pugatxov resulta ser l'home a qui havia ajudat durant la tempesta.

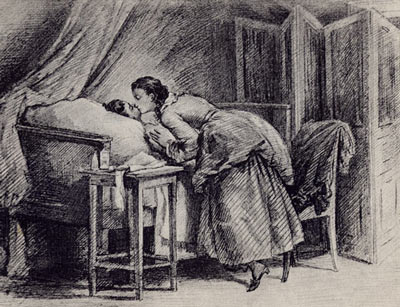
Il·lustració de Pavel Sokolov per a La filla del capità

La nit següent, Piotr i Pugatxov es reuneixen en privat i el rebel queda impressionat per la sinceritat i insistència de Piotr, que es nega a seguir-lo; en un rampell de generositat decideix alliberar-lo i permetre-li anar a Orenburg i dir-li al governador que aviat atacarà la ciutat. La fortalesa de Belogorsk queda sota el comandament de Xvabrin, que ho aprofita per tractar d'obligar Maria Ivànovna a casar-se amb ell. Quan Piotr se n'assabenta, torna ràpidament, però és capturat pels cosacs. No obstant això, quan explica la situació a Pugatxov, tots dos van a la fortalesa i rescaten Maria. Pugatxov els deixa lliures.
Piotr i Maria es dirigeixen a la casa del seu pare, però són interceptats per l'exèrcit imperial. El jove decideix seguir amb l'exèrcit i envia Maria, amb el criat Savèlitx, a casa dels seus pares. Quan la guerra s'acosta a la seva fi i la derrota de Pugatxov sembla a prop, Piotr és arrestat per la seva relació amistosa amb el rebel i pel testimoniatge de Xvabrin, que diu que el jove és un traïdor. Piotr no es defensa, ja que això implicaria dur Maria a judici com a testimoni. Piotr és condemnat a mort; la pena, però, és rebaixada a cadena perpètua per l'emperadriu Caterina II en consideració als mèrits militars del pare de Piotr.
Maria, en assabentar-se de la sentència, intueix els motius de Piotr i viatja a Sant Petersburg per demanar a l'emperadriu la llibertat del seu promès. En un parc de Tsàrskoie Seló coneix una dama de la cort i li explica els detalls del seu pla per veure la reina i les circumstàncies del cas. Poc després, Maria rep una invitació per veure l'emperadriu i se sorprèn quan s'adona que era la dama a la qual havia vist abans. Caterina II està convençuda de la innocència de Piotr i ordena el seu alliberament. El jove presencia l'execució de Pugatxov. La novel·la acaba amb el seu matrimoni amb Maria.

## Traduccions al català
- La filla del capità. Traducció: Anna Gasol.  Barcanova, 2002 (Antaviana Jove, 38). ISBN 978-84-4891-146-1.
- La filla del capità. Traducció: Arnau Barios.  Cal Carré, 9-12-2024 (Llom dos colors, 10). ISBN 978-84-1286-350-5.

## Adaptacions
El compositor César Cui va adaptar la novel·la en una òpera homònima en 1911. Així mateix, s'han realitzat diverses adaptacions cinematogràfiques:
- La figlia del capitano (1947), dirigida per Mario Camerini i amb Cessés Danova com Piotr i Irasema Dilián com María.
- La tempesta (1958), dirigida per Alberto Lattuada i amb Geoffrey Horne com Piotr i Silvana Mangano com María.
- La filla del capità (1958), dirigida per Vladímir Kaplunovski i amb Oleg Strizhénov com Piotr i Iya Arépina com María.
- La filla del capità (2000), dirigida per Aleksandr Proshkin i amb Mateusz Damięcki com Piotr i Karolina Gruszka com María.
- La figlia del capitano (2012), minisèrie dirigida per Giacomo Campiotti.